# Francestown
Francestown är en kommun (town) i Hillsborough County i delstaten New Hampshire, USA med 1 562 invånare (2010). 